# Sacerdos van Limoges

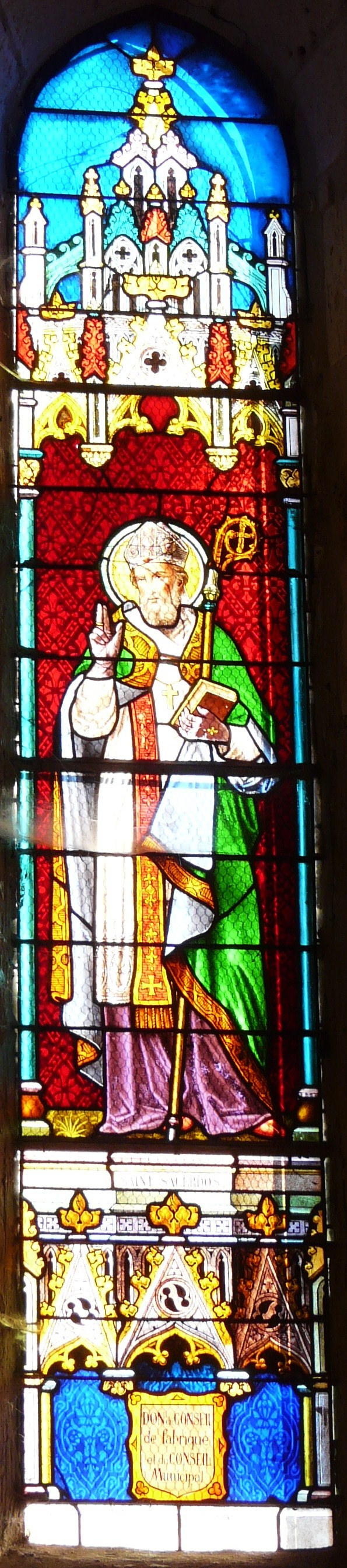
Voorstelling van Sint-Sacerdos van Limoges op een glas-in-loodraam van de kerk van Fonroque.

Sint-Sacerdos van Limoges, of Sacerdos van Calviac, (670 - ca. 720) is een Franse heilige, wiens feestdag op 5 mei wordt gevierd.
Volgens zijn in de 11e eeuw geschreven heiligenleven zou hij zijn geboren in Calviac, in de buurt van Sarlat en aanvankelijk monnik zijn geworden. Hij was de stichter en abt van de abdij van Calabre te Calviac. Hij was vervolgens bisschop van Limoges van 711 tot 716. 
Toen hij zijn einde voelde komen, wenste hij in zijn geboortedorp te sterven. Daarom ondernam hij de terugreis naar zijn geboortedorp, maar zou onderweg reeds komen te overlijden. Hij werd in 720 in de abdij van Calabre begraven. Zijn stoffelijke resten werden in de 10e eeuw overgebracht naar de Sint-Sacerdoskathedraal van Sarlat.
Zijn moeder zou de heilige Mondane zijn geweest.
Naast de kathedraal van Sarlat, is ook de kerk van Salles-de-Belvès aan hem gewijd.
Het Spaanse stadje Sigüenza noemt hem ook als een van zijn bisschoppen.